# Nimfa (biologija)
U biologiji, nimfa je nezrela forma nekog beskičmenjaka, posebno isnekta, koja podleže postupnoj metamorfozi (hemimetabolizam) pre dostizanja svog odraslog doba. Za razliku od tipične larve, celokupni oblik nimfe već podseća na oblik odrasle jedinke, osim nedostatka krila (kod krilatih vrsta). Pored toga, dok se nimfa presvlači, ona nikad ne ulazi u stadijum lutke. Umesto toga, poslednji preobražaj rezultira odraslim insektom. Nimfe prolaze kroz više faza razvoja zvanih instari.
To je slučaj, na primer, kod pravokrilaca (zrikavci, skakavci i lokusti), riličara (cicadi, štitaste bube, belokrilke, lisne uši, džasidi, itd.), vodenih cvetova, termita, bubašvaba, bogomoljki, proletnjaka i vilinskih konjica (pravi vilini konjici i vodene device).
Nimfe vodenih insekata, kao što su Odonata, Ephemeroptera i Plecoptera, takođe se nazivaju i najade, što je starogrčki naziv za mitološke vodene nimfe. Neki entomolozi smatraju da bi se termini larva, nimfa i najada trebali koristiti prema klasifikaciji načina razvoja (hemimetaboličan, paurometaboličan ili holometabolous), ali drugi su istakli da nema prave zabune. U starijoj literaturi, oni su se ponekad nazivali heterometaboloznim insektima, jer njihovi odrasli i nezreli stadijumi žive u različitim sredinama (kopnenim nasuprot vodenih).

## Odnos sa ljudima
U ribolovu mušičarenjem sa veštačkim muvama, ova faza vodenih insekata osnova je za čitav niz reprezentativnih obrazaca pastrmke. One čine više od polovine svih obrazaca kojima se redovno peca riba u Sjedinjenim Državama.

## Literatura
- Chinery, Michael (1993), Insects of Britain & Northern Europe (3rd изд.), London, etc.: HarperCollins, ISBN 978-0-00-219918-6
- Hughes, Joseph; Longhorn, Stuart (2016). „The role of next generation sequencing technologies in shaping the future of insect molecular systematics”.  Ур.: Olson, Peter D.; Hughes, Joseph; Cotton, James A. Next Generation Systematics. Cambridge University Press. стр. 28—61. ISBN 978-1-139-23635-5. Приступљено 27. 7. 2017. Непознати параметар |name-list-style= игнорисан (помоћ)
- Kjer, Karl M.; Simon, Chris; Yavorskaya, Margarita; Beutel, Rolf G. (2016). „Progress, pitfalls and parallel universes: a history of insect phylogenetics”. Journal of the Royal Society Interface. 13 (121): 121. PMC 5014063 . PMID 27558853. doi:10.1098/rsif.2016.0363. Непознати параметар |name-list-style= игнорисан (помоћ)
- Sasaki, Go; Sasaki, Keisuke; Machida, Ryuichiro; Miyata, Takashi; Su, Zhi-Hui (2013). „Molecular phylogenetic analyses support the monophyly of Hexapoda and suggest the paraphyly of Entognatha”. BMC Evolutionary Biology. 13 (1): 236. Bibcode:2013BMCEE..13..236S. PMC 4228403 . PMID 24176097. doi:10.1186/1471-2148-13-236 . Непознати параметар |name-list-style= игнорисан (помоћ)
- Vogel, Gretchen (2017). „Where have all the insects gone?”. Science. doi:10.1126/science.aal1160.
- Wilson, E.O. „Threats to Global Diversity”. Архивирано из оригинала 20. 2. 2015. г. Приступљено 17. 5. 2009.
- Novotny, Vojtech; Basset, Yves; Miller, Scott E.; Weiblen, George D.; Bremer, Birgitta; Cizek, Lukas; Drozd, Pavel (2002). „Low host specificity of herbivorous insects in a tropical forest”. Nature. 416 (6883): 841—844. Bibcode:2002Natur.416..841N. PMID 11976681. doi:10.1038/416841a.
- Erwin, Terry L. (1997). „Biodiversity at its utmost: Tropical Forest Beetles”.  Ур.: Reaka-Kudla, M.L.; Wilson, D.E.; Wilson, E.O. Biodiversity II. Joseph Henry Press, Washington, D.C. стр. 27—40. Архивирано (PDF) из оригинала 09. 11. 2018. г. Приступљено 16. 12. 2017. Непознати параметар |DUPLICATE_url= игнорисан (помоћ)
- Erwin, Terry L. (1982). „Tropical forests: their richness in Coleoptera and other arthropod species” (PDF). The Coleopterists Bulletin. 36: 74—75. Архивирано (PDF) из оригинала 23. 9. 2015. г. Приступљено 16. 9. 2018.
- Vincent Brian Wigglesworth. „Insect”. Encyclopædia Britannica online. Архивирано из оригинала 4. 5. 2012. г. Приступљено 19. 4. 2012.
- Ramos-Elorduy, Julieta; Menzel, Peter (1998). Creepy crawly cuisine: the gourmet guide to edible insects. Inner Traditions / Bear & Company. стр. 44. ISBN 978-0-89281-747-4. Приступљено 23. 4. 2014.
- Davies, R.G (1998). Outlines of Entomology (2nd изд.). Chapman and Hall. Chapter 3.
- Williamson D.I (2003). The Origins of Larvae. Kluwer..
- Chiang, H.C. and G. C. Jahn 1996.  Entomology in the Cambodia-IRRI-Australia Project. (in Chinese) Chinese Entomol. Soc. Newsltr. (Taiwan) 3  9–11.
- Davidson, E. (2006). Big Fleas Have Little Fleas: How Discoveries of Invertebrate Diseases Are Advancing Modern Science. University of Arizona Press. ISBN 0-8165-2544-7.. Tucson, 208 pages, .
- Cedric Gillot. Entomology. Second Edition. ISBN 0-306-44967-6., Plenum Press, New York, NY / London 1995, .
- Triplehorn, Charles A. and Norman F. Johnson (2005-05-19). Borror and DeLong's Introduction to the Study of Insects,  (7th изд.). Thomas Brooks/Cole. Недостаје или је празан параметар |title= (помоћ). . ISBN 0-03-096835-6. Недостаје или је празан параметар |title= (помоћ)
- Hoell, H.V.; Doyen, J.T.; Purcell, A.H. (1998). Introduction to Insect Biology and Diversity (2nd изд.). Oxford University Press. стр. 333–340. ISBN 978-0-19-510033-4.
- Grimaldi, D.; Engel, M.S. (2005). Evolution of the Insects. Cambridge University Press. ISBN 0-521-82149-5.
- Capinera, JL (editor) (2008). Encyclopedia of Entomology (2nd изд.). Springer. ISBN 978-1-4020-6242-1..
- Truman, James W. (2019-12-02). „The Evolution of Insect Metamorphosis”. Current Biology (на језику: енглески). 29 (23): R1252—R1268. Bibcode:2019CBio...29R1252T. ISSN 0960-9822. PMID 31794762. doi:10.1016/j.cub.2019.10.009.
- Hadfield, Michael G. (1. 12. 2000). „Why and how marine-invertebrate larvae metamorphose so fast”. Seminars in Cell & Developmental Biology (на језику: енглески). 11 (6): 437—443. ISSN 1084-9521. PMID 11145872. doi:10.1006/scdb.2000.0197. Приступљено 7. 3. 2022.
- Slama; Williams (1965). „Juvenile hormone activity for the bug Pyrrhocoris apterus”. Proceedings of the National Academy of Sciences. 54 (2): 411—414. Bibcode:1965PNAS...54..411S. PMC 219680 . PMID 5217430. doi:10.1073/pnas.54.2.411 .
- Singh, Amit; Konopova, Barbora; Smykal, Vlastimil; Jindra, Marek (2011). „Common and Distinct Roles of Juvenile Hormone Signaling Genes in Metamorphosis of Holometabolous and Hemimetabolous Insects”. PLOS ONE. 6 (12): e28728. Bibcode:2011PLoSO...628728K. ISSN 1932-6203. PMC 3234286 . PMID 22174880. doi:10.1371/journal.pone.0028728 .
- Lowe, Tristan; Garwood, Russell P.; Simonsen, Thomas; Bradley, Robert S.; Withers, Philip J. (2013). „Metamorphosis revealed: Time-lapse three-dimensional imaging inside a living chrysalis”. Journal of the Royal Society Interface. 10 (84). PMC 3673169 . PMID 23676900. doi:10.1098/rsif.2013.0304.
- Lowe, Tristan; Garwood, Russell J.; Simonsen, Thomas J.; Bradley, Robert S.; Withers, Philip J. (2013). „Metamorphosis revealed: Time-lapse three-dimensional imaging inside a living chrysalis”. Journal of the Royal Society Interface. 10 (84). 20130304. PMC 3673169 . PMID 23676900. doi:10.1098/rsif.2013.0304.
- Douglas J. Blackiston; Elena Silva Casey; Martha R. Weiss (2008). „Retention of memory through metamorphosis: can a moth remember what it learned as a caterpillar?”. PLoS ONE. 3 (3): e1736. Bibcode:2008PLoSO...3.1736B. PMC 2248710 . PMID 18320055. doi:10.1371/journal.pone.0001736 .
- Conner, W.E. (2009). Tiger Moths and Woolly Bears—behaviour, ecology, and evolution of the Arctiidae. New York: Oxford University Press. стр. 1—10.
- Lee, Gyunghee; Sehgal, Ritika; Wang, Zixing; Nair, Sudershana; Kikuno, Keiko; Chen, Chun-Hong; Hay, Bruce; Park, Jae H. (2013-03-15). „Essential role of grim-led programmed cell death for the establishment of corazonin-producing peptidergic nervous system during embryogenesis and metamorphosis in Drosophila melanogaster”. Biology Open. 2 (3): 283—294. ISSN 2046-6390. PMC 3603410 . PMID 23519152. doi:10.1242/bio.20133384.
- Zakeri, Zahra; Lockshin, Richard A. (2002-07-01). „Cell death during development”. Journal of Immunological Methods. 265 (1–2): 3—20. ISSN 0022-1759. PMID 12072175. doi:10.1016/s0022-1759(02)00067-4.
- Rolff, Jens; Johnston, Paul R.; Reynolds, Stuart (2019-08-26). „Complete metamorphosis of insects”. Philosophical Transactions of the Royal Society B: Biological Sciences. The Royal Society. 374 (1783): 20190063. ISSN 0962-8436. PMC 6711294 . PMID 31438816. doi:10.1098/rstb.2019.0063.
- Denser, Robert J. (2008). „Chordate Metamorphosis: Ancient Control by Iodothyronines” (PDF). Current Biology. 18 (13): R567—9. Bibcode:2008CBio...18.R567D. PMID 18606129. S2CID 18587560. doi:10.1016/j.cub.2008.05.024 .
- Bender, Melissa (28. 3. 2018). „To eat or not to eat: ontogeny of hypothalamic feeding controls and a role for leptin in modulating life-history transition in amphibian tadpoles”. The Royal Society Publishing. 285 (1875). PMC 5897637 . PMID 29593109. S2CID 4853293. doi:10.1098/rspb.2017.2784.
- Laudet, Vincent (27. 9. 2011). „The Origins and Evolution of Vertebrate Metamorphosis”. Current Biology. 21 (18): R726—R737. Bibcode:2011CBio...21.R726L. PMID 21959163. doi:10.1016/j.cub.2011.07.030 .
- Wilson, Robbie (2005). „Consequences of Metamorphosis for the Locomotor Performance and Thermal Physiology of the Newt Triturus cristatus”. Physiological and Biochemical Zoology. 78 (6): 967—975. JSTOR 10.1086/432923. PMID 16228936. S2CID 34285867. doi:10.1086/432923. Приступљено 28. 12. 2020.
- Dunker, Nicole; Wake, Marvalee H.; Olson, Wendy M. (2000). „Embryonic and Larval Development in the Caecilian Ichthyophis kohtaoensis (Amphibia, Gymnophiona): A Staging Table”. Journal of Morphology. 243 (1): 3—34. PMID 10629095. doi:10.1002/(sici)1097-4687(200001)243:1<3::aid-jmor2>3.3.co;2-4.
- San Mauro, D.; Gower, D. J.; Oommen, O. V.; Wilkinson, M.; Zardoya, R. (новембар 2004). „Phylogeny of caecilian amphibians (Gymnophiona) based on complete mitochondrial genomes and nuclear RAG1”. Molecular Phylogenetics and Evolution. 33 (2): 413—427. Bibcode:2004MolPE..33..413S. PMID 15336675. doi:10.1016/j.ympev.2004.05.014.
- Rolf G. Beutel; Pohl, Hans (2006). „Endopterygote systematics – where do we stand and what is the goal (Hexapoda, Arthropoda)?”. Systematic Entomology. 31 (2): 202—219. Bibcode:2006SysEn..31..202B. S2CID 83714402. doi:10.1111/j.1365-3113.2006.00341.x.
- A. Nel; P. Roques; P. Nel; J. Prokop; J. S. Steyer (2007). „The earliest holometabolous insect from the Carboniferous: a "crucial" innovation with delayed success (Insecta Protomeropina Protomeropidae)”. Annales de la Société Entomologique de France. 43 (3): 349—355. S2CID 86235521. doi:10.1080/00379271.2007.10697531.
- Thomas, Jessica A.; Trueman, John W. H.; Rambaut, Andrew; Welch, John J. (2013). „Relaxed phylogenetics and the Palaeoptera problem: resolving deep ancestral splits in the insect phylogeny”. Systematic Biology. 62 (2): 285—297. PMID 23220768. doi:10.1093/sysbio/sys093 .
- Lancaster, Jill; Downes, Barbara J. (2013). Aquatic Entomology. Oxford University Press. стр. 9—10. ISBN 978-0-19-957322-6.